# Елизов, Георгий Матвеевич

Бюст Георгию Елизову в г. Елизово

Георгий Матвеевич Елизов (1895, Иркутск — 1 августа 1922, Петропавловский уезд, Камчатская область) — русский революционер, борец за установление Советской власти на Дальнем Востоке.

## Биография
Сын служащего речного пароходства. Учился в городском училище, но был вынужден оставить учебу, работал на разных работах: в магазине, конторах, на прииске.
Был призван на военную службу. В чине унтер-офицера в 1917 году служил в Николаевске-на-Амуре в крепостной артиллерии. Стал активно участвовать в революционной деятельности, вёл пропагандистскую работу среди солдат. Под его влиянием дивизион, в котором он служил, отказался идти на фронт.
Г. М. Елизов активно участвовал в установлении Советской власти в Приморье (1917—1919) и в Анадырском уезде на Чукотке (1920—1921).

Ещё будучи на Чукотке, соорудил памятник на могиле расстрелянных 2 февраля 1920 года членов первого Анадырского ревкома. На памятнике были стихотворные строчки, принадлежащие лично Елизову:

Вы, кто бежал в Америку спасаться,

Не скроете следов своих нигде.

Запомните тот день 2 февраля,

А также кровь испитую тогда.
С 1921 года участвовал в борьбе против белых отрядов Бочкарёва на Камчатке. Был командиром одного из партизанских отрядов.
Отражая с группой из 13 бойцов 1 августа 1922 года возле села Паратунка (ныне Елизовского района Камчатского края) нападение белогвардейцев, получил смертельное ранение. Похоронен вблизи села.

## Память
- В марте 1923 года село Завойко переименовали в село Елизово (ныне — город Елизово).
- Именем Г. М. Елизова названы район, улицы посёлков и городов Камчатки[2].
- Имя Г. М. Елизова носит международный аэропорт федерального значения города Петропавловска-Камчатского.
- В его честь установлены памятник в центре с. Паратунка и бюст в Елизово.